# 29-й стрілецький корпус (СРСР)
29-й стрілецький корпус (29-й ск) — загальновійськове формування Збройних сил СРСР під час та після Другої світової війни.

## 1-ше формування

### Історія формування
29-й Литовський стрілецький територіальний корпус сформований на підставі Наказу НКО СРСР від 17 серпня 1940 р № 0191 у Вільнюсі, де об'єднав у своєму складі управління, 179-ту стрілецьку дивізію і 184-та стрілецьку дивізію, сформовані за рахунок військ Литовської армії. Війська корпусу зберегли литовські однострої, але з нашитими на неї радянськими знаками розрізнення. На озброєнні 29-го корпусного авіазагону перебували 9 ANBO-41, 3 ANBO-51, 1 Gloster Gladiator. Крім дивізій до складу корпусу також входило Вільнюське піхотне училище.
У діючій армії під час Німецько-радянської війни (1941-45) з 22 червня 1941 року по 1 вересня 1941 року.
Напередодні Німецько-радянської війни (1941-45) управління корпусу дислокувалося у Вільнюсі (Литва). На 22 червня 1941 управління і 184-та стрілецька дивізія, а також 429-й гаубичний артилерійський полк знаходилися в Оранському таборі поблизу Алітуса, а 179-та стрілецька дивізія — у таборі в районі Пабраде, біля річки Жеймена.
На 23 червня 1941 року 184-та стрілецька дивізія мала завдання вийти в район Олькеніки для організації тут оборони, відмобілізування і доукомплектування. Однак, що стосується 184-ї стрілецької дивізії, то її частини були ще 22 червня 1941 оточені німецькими військами в районі Валькінінкай і тут же її бойовий шлях фактично завершився, тим більше що виникли бунти литовських солдатів з вбивствами російського командного складу. Окремі формування (моторизовані частини, 616-й артилерійський полк, зенітний та протитанковий дивізіони) дивізії після п'ятигодинного бою після виходу з котла змогли вирватися з оточення і пішли на схід (на Вільнюс, або на Сморгонь і Сморгонь) Молодечно), але більшість без опору здалася. Солдати та командири, що здалися, здебільшого вступили в різні поліцейські частини, які були сформовані німецькою окупаційною владою на території Литви.
179-та стрілецька дивізія, що розташовувалась на північний схід від Вільнюса, почала відхід на схід з 24 червня 1941 року, до 30 червня 1941 року знаходилася за 30 кілометрів від Полоцьку, маючи у складі 1500—2000 осіб. З 9 липня 1941 року вела бої на рубіжі на північний захід від Невеля та зазнала великих втрат.
Штаб корпусу відходив через Вільнюс на схід і мабуть, зміг вийти, наздогнавши 179-ту стрілецьку дивізію і до 10 липня 1941 об'єднавши під своїм командуванням 5-ту, 126-ту і 188-му стрілецькі дивізії.
Взагалі, як і у всіх трьох національних прибалтійських корпусах (22-й, 24-й і 29-й), у корпусі мало місце тою або іншою мірою поширене дезертирство, причому у 29-му стрілецькому корпусі це було найбільш яскраво виражено: приблизно з 16 000 литовців, які налічувалися в корпусі перед початком війни, приєдналися до частин РСЧА не більше 2000 осіб, інші дезертували або свідомо перейшли на бік супротивника, хоча не можна виключати, що якась частина загинула в боях і в оточеннях. В основному дезертували солдати 184-ї стрілецької дивізії, меншою мірою — 179-ї стрілецької дивізії.
До 17 липня 1941 року управління корпусу відійшло під Великі Луки. З 17 липня 1941 року формування корпусу наносять спільно з 48-й танковою дивізією удар по Великим Лукам, які були зайняті 19-ї танкової дивізією Вермахту. 21 липня 1941 року звільняють місто і протягом місяця, до 25 серпня 1941 року, коли місто було знову залишено, ведуть його оборону. 20-21 серпня 1941 року частини корпусу переходять у наступ, вклинюються в оборону противника, проте самі потрапляють в оточення і виходять із нього до кінця серпня 1941 року.
1 вересня 1941 управління корпсу з боїв виведено, а 23 вересня 1941 розформовано.

### Бойовий склад
| Дата       | Фронт                   | Армія       | Склад (стрілкові формування)                                                  | Інші частини, у тому числі придані | Примітки |
| ---------- | ----------------------- | ----------- | ----------------------------------------------------------------------------- | --- | -------- |
| 22.06.1941 | Північно-Західний фронт | 11-та армія | 179-та стрілецька дивізія 184-та стрілецька дивізія                           | 615-й корпусний артилерійський полк 473-й окремий батальйон зв'язку 306-й окремий саперний батальйон 600-та польова поштова станція 29- й корпусний авіазагін | -        |
| 01.07.1941 | Північно-Західний фронт | -           | 179-та стрілецька дивізія                                                     | 473-й окремий батальйон зв'язку 306-й окремий саперний батальйон 600-та польова поштова станція 29-й корпусний авіазагін                                      | -        |
| 10.07.1941 | Північно-Західний фронт | 27-ма армія | 5-та стрілецька дивізія 126-та стрілецька дивізія 188-ма стрілецька дивізія   | 473-й окремий батальйон зв'язку 306-й окремий саперний батальйон 600-та польова поштова станція                                                               | -        |
| 01.08.1941 | Західний фронт          | 22-га армія | 126-та стрілецька дивізія 179-та стрілецька дивізія 214-та стрілецька дивізія | 473-й окремий батальйон зв'язку 306-й окремий саперний батальйон 600-та польова поштова станція                                                               | -        |
| 01.09.1941 | Західний фронт          | 22-га армія | 126-та стрілецька дивізія 179-та стрілецька дивізія 214-та стрілецька дивізія | 473-й окремий батальйон зв'язку 306-й окремий саперний батальйон 600-та польова поштова станція                                                               | -        |

### Командування
- Віткаускас Вінцас Йосипович, генерал-лейтенант (з серпня 1940 по 14 червня 1941)
- Самохін Олександр Георгійович, генерал-майор (з 14 червня по 23 вересня 1941 року)

## 2-ге формування

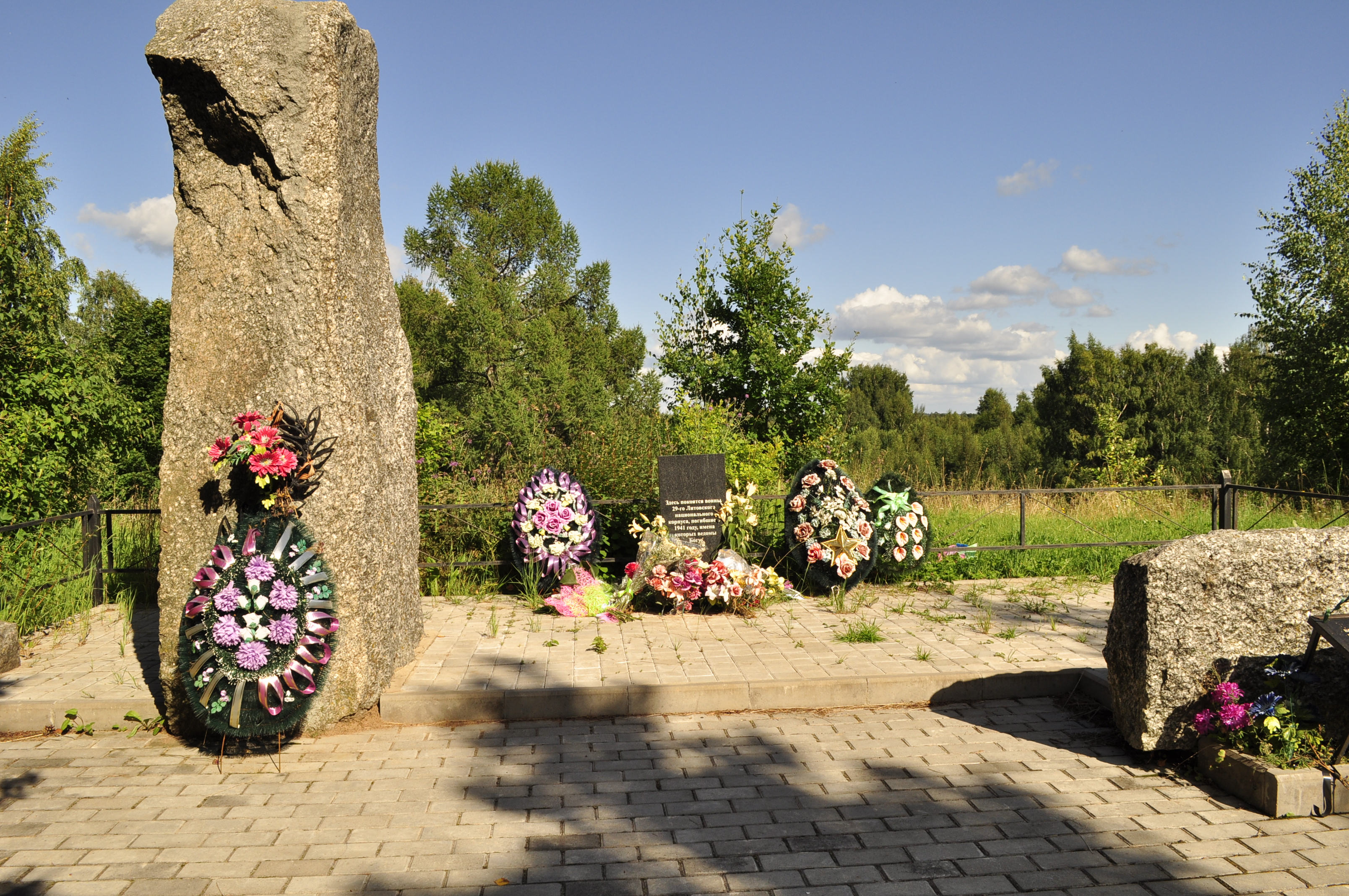
Пам'ятник воїнам 29-го корпусу на трасі у місто Великі Луки

### Історія
У діючій армії з 1 березня 1943 року по 24 квітня 1943 року.
Управління корпусу сформовано 27 лютого 1943 року. З'єднання корпусу у весь час існування корпусу займали оборону по Сіверському Донцю на ділянці між Лисичанськом і Ворошиловградом на рубежі Нижнє, Саповка.
24 квітня 1943 року перетворений на 3-й гвардійський стрілецький корпус.

### Бойовий склад
| Дата       | Фронт                   | Армія | Склад (стрілкові формування)                                                                                                  | Інші частини, у тому числі придані                                | Примітки    |
| ---------- | ----------------------- | ----- | --- | ----------------------------------------------------------------- | ----------- |
| 01.03.1943 | -                       | -     | - | -                                                                 | немає даних |
| 01.04.1943 | Південно-Західний фронт | -     | 50-та гвардійська стрілецька дивізія 54-та гвардійська стрілецька дивізія 259-та стрілецька дивізія 266-та стрілецька дивізія | 406-й окремий батальйон зв'язку 2713-та військово-поштова станція | -           |

### Командири
- Бєлов Олександр Іванович, генерал-майор (з 06.03.1943 по 22.04.1943)

## 3-тє формування

### Історія
Управління корпусу сформовано 25 червня 1943 року у складі 13-ї армії
У діючій армії з 29 червня 1943 по 31 серпня 1943 і з 7 вересня 1943 по 9 травня 1945 року.
Управління 29 ск сформовано 15 червня 1943 року у місті Пенза, виходячи з директиви ГШЧА на базі Пензенського артилерійського училища, виходячи з розпорядження Ставки Верховного Головнокомандування , 29 ск увійшов до складу 13-ї армії Центрального Фронту.
3 липня до складу 29-го корпусу увійшли:15-та сиваська стрілецька дивізія, 81-ша стрілецька дивізія, 307-ма стрілецька дивізія.
307-ма та 15-та сд, займали оборону в районі Мало Архангельськ, ст. Мало Архангельськ, с. Понирі, Понирі (Курська Дуга).
З 5 липня 1943 року, з початком Курської Битви 29-й стрілецький корпус перебуваючи в першому ешелоні 13-ї армії ЦФ, вів запеклі оборонні бої. На 4-й день боїв до складу 29-го ск увійшла 6 гв.сд.

### Бойовий склад
| Дата       | Фронт                 | Армія       | Склад (стрілкові формування)                                                                                                | Інші частини, у тому числі придані                                                                 | Примітки |
| ---------- | --------------------- | ----------- | --- | -------------------------------------------------------------------------------------------------- | -------- |
| 03.07.1943 | Центральний фронт     | 13-та армія | 15-та стрілецька дивізія 81-ша стрілецька дивізія 307-ма стрілецька дивізія 6-та гвардійська стрілецька дивізія (з 8.07.43) | 406-й окремий батальйон зв'язку 2818-та військово-поштова станція                                  | -        |
| 01.08.1943 | Центральний фронт     | 70-та армія | 15-та стрілецька дивізія 106-та стрілецька дивізія 307-ма стрілецька дивізія                                                | 406-й окремий батальйон зв'язку 2818-та військово-поштова станція                                  | -        |
| 01.09.1943 | Резерв Ставки ВГК     | 61-ша армія | 15-та стрілецька дивізія 55-та стрілецька дивізія 81-ша стрілецька дивізія                                                  | 406-й окремий батальйон зв'язку 2818-та військово-поштова станція                                  | -        |
| 01.10.1943 | Центральний фронт     | 61-ша армія | 15-та стрілецька дивізія 55-та стрілецька дивізія 81-ша стрілецька дивізія                                                  | 406-й окремий батальйон зв'язку 2818-та військово-поштова станція                                  | -        |
| 01.11.1943 | Білоруський фронт     | 61-ша армія | 15-та стрілецька дивізія 55-та стрілецька дивізія 81-ша стрілецька дивізія                                                  | 406-й окремий батальйон зв'язку 2818-та військово-поштова станція                                  | -        |
| 01.12.1943 | Білоруський фронт     | 48-ма армія | 73-тя стрілецька дивізія 102-га стрілецька дивізія 175-та стрілецька дивізія                                                | 406-й окремий батальйон зв'язку 2818-та військово-поштова станція                                  | -        |
| 01.01.1944 | Білоруський фронт     | 3-тя армія  | 102-га стрілецька дивізія 137-ма стрілецька дивізія 307-ма стрілецька дивізія                                               | 406-й окремий батальйон зв'язку 2818-та військово-поштова станція                                  | -        |
| 01.02.1944 | Білоруський фронт     | 48-ма армія | 73-тя стрілецька дивізія 307-ма стрілецька дивізія                                                                          | 406-й окремий батальйон зв'язку 2818-та військово-поштова станція                                  | -        |
| 01.03.1944 | 1-й Білоруський фронт | 48-ма армія | 73-тя стрілецька дивізія 217-та стрілецька дивізія                                                                          | 406-й окремий батальйон зв'язку 2818-а військово-поштова станція                                   | -        |
| 01.04.1944 | 1-й Білоруський фронт | 48-ма армія | 73-тя стрілецька дивізія 102-га стрілецька дивізія 217-та стрілецька дивізія                                                | 406-й окремий батальйон зв'язку 2818-та військово-поштова станція                                  | -        |
| 01.05.1944 | 1-й Білоруський фронт | 48-ма армія | 73-тя стрілецька дивізія 102-га стрілецька дивізія 217-та стрілецька дивізія                                                | 406-й окремий батальйон зв'язку 2818-та військово-поштова станція                                  | -        |
| 01.06.1944 | 1-й Білоруський фронт | 48-ма армія | 73-тя стрілецька дивізія 102-га стрілецька дивізія 217-та стрілецька дивізія                                                | 406-й окремий батальйон зв'язку 2818-та військово-поштова станція                                  | -        |
| 01.07.1944 | 1-й Білоруський фронт | 48-ма армія | 102-га стрілецька дивізія 217-та стрілецька дивізія                                                                         | 406-й окремий батальйон зв'язку 2818-та військово-поштова станція 309-та польова авторемонтна база | -        |
| 01.08.1944 | 1-й Білоруський фронт | 48-ма армія | 73-тя стрілецька дивізія 102-га стрілецька дивізія 217-та стрілецька дивізія                                                | 406-й окремий батальйон зв'язку 2818-та військово-поштова станція 309-та польова авторемонтна база | -        |
| 01.09.1944 | 1-й Білоруський фронт | 48-ма армія | 73-тя стрілецька дивізія 102-га стрілецька дивізія 217-та стрілецька дивізія                                                | 406-й окремий батальйон зв'язку 2818-та військово-поштова станція 309-та польова авторемонтна база | -        |
| 01.10.1944 | 2-й Білоруський фронт | 48-ма армія | 73-тя стрілецька дивізія 102-га стрілецька дивізія 217-та стрілецька дивізія                                                | 406-й окремий батальйон зв'язку 2818-та військово-поштова станція 309-та польова авторемонтна база | -        |
| 01.11.1944 | 2-й Білоруський фронт | 48-ма армія | 73-тя стрілецька дивізія 217-та стрілецька дивізія 399-та стрілецька дивізія                                                | 406-й окремий батальйон зв'язку 2818-та військово-поштова станція 309-та польова авторемонтна база | -        |
| 01.12.1944 | 2-й Білоруський фронт | 48-ма армія | 73-тя стрілецька дивізія 102-га стрілецька дивізія 194-та стрілецька дивізія 217-та стрілецька дивізія                      | 406-й окремий батальйон зв'язку 2818-та військово-поштова станція 309-та польова авторемонтна база | -        |
| 01.01.1945 | 2-й Білоруський фронт | 48-ма армія | 73-тя стрілецька дивізія 102-га стрілецька дивізія                                                                          | 406-й окремий батальйон зв'язку 2818-та військово-поштова станція 309-та польова авторемонтна база | -        |
| 01.02.1945 | 2-й Білоруський фронт | 48-ма армія | 73-тя стрілецька дивізія 102-га стрілецька дивізія 217-та стрілецька дивізія                                                | 406-й окремий батальйон зв'язку 2818-та військово-поштова станція 309-та польова авторемонтна база | -        |
| 01.03.1945 | 3-й Білоруський фронт | 48-ма армія | 73-тя стрілецька дивізія 102-га стрілецька дивізія 194-та стрілецька дивізія 217-та стрілецька дивізія                      | 406-й окремий батальйон зв'язку 2818-та військово-поштова станція 309-та польова авторемонтна база | -        |
| 01.04.1945 | 3-й Білоруський фронт | 48-ма армія | 73-тя стрілецька дивізія 102-га стрілецька дивізія 217-та стрілецька дивізія                                                | 406-й окремий батальйон зв'язку 2818-та військово-поштова станція 309-та польова авторемонтна база | -        |
| 01.05.1945 | 3-й Білоруський фронт | 48-ма армія | 73-тя стрілецька дивізія 102-га стрілецька дивізія 217-та стрілецька дивізія                                                | 406-й окремий батальйон зв'язку 2818-та військово-поштова станція 309-та польова авторемонтна база | -        |

### Нагороди частин, підпорядкованих управлінню корпусу
- 406-й окремий ордени Червоної Зірки[2] батальйон зв'язку.

### Історія корпусу після закінчення Другої світової війни
Після закінчення Другої світової війни корпус був передислокований до Балтії, де увійшов до складу частин Прибалтійського військового округу (ПрибВО), а в червні 1945 року його передано до Кубанського військового округу. 15 червня 1946 року, після розформування Кубанського військового округу, корпус передислокований в м. Краснодар (Північно-Кавказький військовий округ) і перетворений на гірськопіхотний корпус.
У квітні 1966 року у зв'язку з загостренням обстановки на далекосхідних кордонах управління 29-го стрілецького корпусу прибуло на нове місце постійної дислокації — в м. Білогорськ Амурської області.
22 лютого 1968 року Указом Президії Верховної Ради СРСР за великі заслуги у справі захисту Батьківщини, успіхи в бойовій підготовці і у зв'язку з 50-річчям Радянської армії і Військово-морського флоту об'єднання нагороджено Орденом Червоного Прапора.
25 червня 1969 року відповідно до наказу Міністра оборони СРСР управління 29-го армійського стрілецького корпусу переформовано в польове управління 35-ї загальновійськової армії .

### Командування
Командири корпусу
- Слишкін Опанас Микитович, генерал-майор (з 25.06.1943 по 16.11.1943)
- Андрєєв Андрій Матвійович, генерал-майор (з 17.11.1943 по 05.09.1944)
- Фоканов Яків Степанович, генерал-лейтенант (з 06.09.1944 по 03.04.1947)
- Ібянський Микола Болеславович, генерал-майор, з 1949 генерал-лейтенант (з 04.04.1947 по 14.03.1950)
- Латишев Георгій Олександрович, генерал-майор (з 14.03.1950 по 04.05.1951)
- Лісіцин, Олександр Іванович, генерал-майор (з 04.05.1951 по 00.11.1953)
- Бусаров Михайло Михайлович, генерал-майор (з 00.11.1953 по 11.03.1955)
- Коркуц Євген Леонідович, генерал-майор, з 08.1955 генерал-лейтенант (з 11.03.1955 по 22.06.1956)
- Романенко Павло Вікторович, генерал-майор, з 1949 генерал-лейтенант (з 22.06.1956 по 26.09.1958)
- Безнощенко Михайло Захарович, генерал-майор танкових військ (з 26.09.1958 по 08.07.1960)
- Дудник Григорій Сергійович, генерал-майор, з 1963 генерал-лейтенант (з 08.07.1960 по 25.04.1967)
- Зарудин Юрій Федорович, генерал-майор (з 25.04.1967 по 25.06.1969)

НШ, Заступники командира корпусу
Командувачі БТ та МВ корпусу
- Червень — грудень 1946 — генерал-майор В. Кондратьєв